# Evezés a 2015. évi nyári universiadén
A 2015. évi nyári universiadén az evezésben összesen 13 versenyszámot rendeztek. Az evezés versenyszámait június 5. és 7. között tartották.

## Éremtáblázat
| #        | Ország                    | Arany | Ezüst | Bronz | Összesen |
| 1.       | Litvánia                  | 4     | 1     | 0     | 5        |
| 2.       | Japán                     | 2     | 0     | 1     | 3        |
| 3.       | Ukrajna                   | 1     | 4     | 0     | 5        |
| 4.       | Olaszország               | 1     | 2     | 3     | 6        |
| 5.       | Németország               | 1     | 2     | 2     | 5        |
| 6.       | Lengyelország             | 1     | 2     | 0     | 3        |
| 7.       | Magyarország              | 1     | 0     | 1     | 2        |
| 8.       | Kína                      | 1     | 0     | 0     | 1        |
|          | Amerikai Egyesült Államok | 1     | 0     | 0     | 1        |
|          |                           |       |       |       |          |
| 10.      | Hollandia                 | 0     | 1     | 5     | 6        |
| 11.      | Új-Zéland                 | 0     | 1     | 0     | 1        |
|          |                           |       |       |       |          |
| 12.      | Fehéroroszország          | 0     | 0     | 1     | 1        |
| Összesen | Összesen                  | 13    | 13    | 13    | 39       |

## Férfi
| versenyszám                          | arany | ezüst | bronz |
| Egypárevezős                         | Zygimantas Galisanskis (Litvánia) | Simone Martini (Olaszország) | Koen Metsemakers (Hollandia) |
| Kétpárevezős                         | Litvánia Rolandas Mascinskas Saulius Ritter | Lengyelország Dawid Grabowski Adam Wicenciak | Németország Timo Piontek Tim Grohmann |
| Kormányos nélküli kettes             | Magyarország Juhász Adrián Simon Béla | Olaszország Simone Ferrarese Federico Ustolin | Hollandia Jort Timmer Djimmer Smits |
| Kormányos nélküli négyes             | Németország Jakob Schneider Tobias Oppermann Arne Schwiethal Clemens Ernsting                                                                              | Hollandia David Fox Petrus Adrianus Grunder Jasper Tissen Vincent Klaassens                                                                       | Olaszország Guglielmo Carcano Pietro Zileri dal Verme Luca Lovisolo Matteo Borsini |
| Nyolcas                              | Amerikai Egyesült Államok Matthew Herbers Mitchell Tyson Peter McHugh Wesley Vear Kevin O'Connor Ryan Searcy Austin Gentry Alexander Brown Hadzo Habibovic | Ukrajna Igor Khmara Andrii Mykhailov Anton Bondarenko Yurii Ivanov Artem Verestiuk Olexandr Nadtoka Dmytro Mikhai Ivan Dovhodko Vladyslav Nikulin | Hollandia Florian Kostelijk Sjoerd Dijkstra Sander Josephus De Graaf Wouter Borghs Wouter Franciscus Withagen Henricus Groesen Van Dirk Adriaanse Reinier Spillenaar Bilgen Marcus Hummelink |
| Könnyűsúlyú egypárevezős             | Jerzy Kowalski (Lengyelország) | Toby Cunliffe-Steel (Új-Zéland) | Tamás Bence (Magyarország) |
| Könnyűsúlyú kétpárevezős             | Olaszország Simone Molteni Matteo Mulas | Ukrajna Stanislav Kovalov Igor Khmara | Japán Yoshihiro Otsuka Atsushi Nagata |
| Könnyűsúlyú kormányos nélküli négyes | Japán Shota Araki Tsuguto Hayashi Takumi Shiga Kakeru Sato                                                                                                 | Németország Tobias Franzmann Stefan Wallat Torben Neumann Can Temel                                                                               | Olaszország Michele G. Quaranta Federico Parma Francesco Schisano Vincenzo Serpico |

## Női
| versenyszám              | arany                                                                              | ezüst                                                                             | bronz                                                                |
| Egypárevezős             | Lina Saltyte (Litvánia)                                                            | Nataliia Dovgodko (Ukrajna)                                                       | Marloes Oldenburg (Hollandia)                                        |
| Kétpárevezős             | Litvánia Donata Vistartaite Milda Valciukaite                                      | Ukrajna Ievgeniia Nimchenko Daryna Verkhogliad                                    | Fehéroroszország Tatsiana Klimovich Krystsina Staraselets            |
| Kormányos nélküli négyes | Ukrajna Nataliia Kovalova Nataliia Dovgodko Ievgeniia Nimchenko Daryna Verkhogliad | Németország Anna-Maria Goetz Ulrike Toerpsch Johanna Te Neues Lea-Kathleen Kuehne | Hollandia Annemarie Bernhard Marleen Verburgh Rosa Bas Kyra Vries De |
| Könnyűsúlyú egypárevezős | Wang Miao (Kína)                                                                   | Sonata Petrikaite (Litvánia)                                                      | Carolin Franzke (Németország)                                        |
| Könnyűsúlyú kétpárevezős | Japán Ayami Oishi Chiaki Tomita                                                    | Lengyelország Monika Kowalska Martyna Mikolajczak                                 | Olaszország Valentina Rodini Eleonora Trivella                       |